# Kleny
Kleny (německy Klen) jsou vesnice, část obce Provodov-Šonov v okrese Náchod. Nachází se asi dva kilometry severozápadně od Provodova-Šonova, při Rovenském potoce, jenž se pod vesnicí vlévá do vodní nádrže Rozkoš. Kleny jsou také název katastrálního území o rozloze 3,22 km².

## Pamětihodnosti
- Přírodní rezervace Dubno – Česká Skalice
- Památník Dubno – pomník vojáků padlých v bitvě u České Skalice